# Ecuador International
Die Ecuador International sind die offenen internationalen Meisterschaften von Ecuador im Badminton. Mit der Ausrichtung internationaler Titelkämpfe werden zum einen die Anstrengungen des Badmintonverbandes von Ecuador manifestiert, der Sportart Badminton im Land zu weiterer Popularität zu verhelfen, und zum anderen auch die Bemühungen des Badminton-Weltverbandes verdeutlicht, Länder, die bisher nicht im internationalen Turnierzyklus beteiligt waren, dort zu integrieren. Bei der bisher einzigen dokumentierten Ausrichtung des Turniers 2007 wurden Punkte für die Badminton-Weltrangliste vergeben.

## Sieger
| Jahr      | Herreneinzel      | Dameneinzel       | Herrendoppel                      | Damendoppel           | Mixed                        |
| --------- | ----------------- | ----------------- | --------------------------------- | --------------------- | ---------------------------- |
| 2007      | Brice Leverdez    | Yoana Martínez    | Francisco Ugaz Juan Jose Espinosa | Ana Moura Filipa Lamy | Javier Jimeno Valeria Rivero |
| 2008 2024 | nicht ausgetragen | nicht ausgetragen | nicht ausgetragen                 | nicht ausgetragen     | nicht ausgetragen            |